# Gotthelf Schlotter

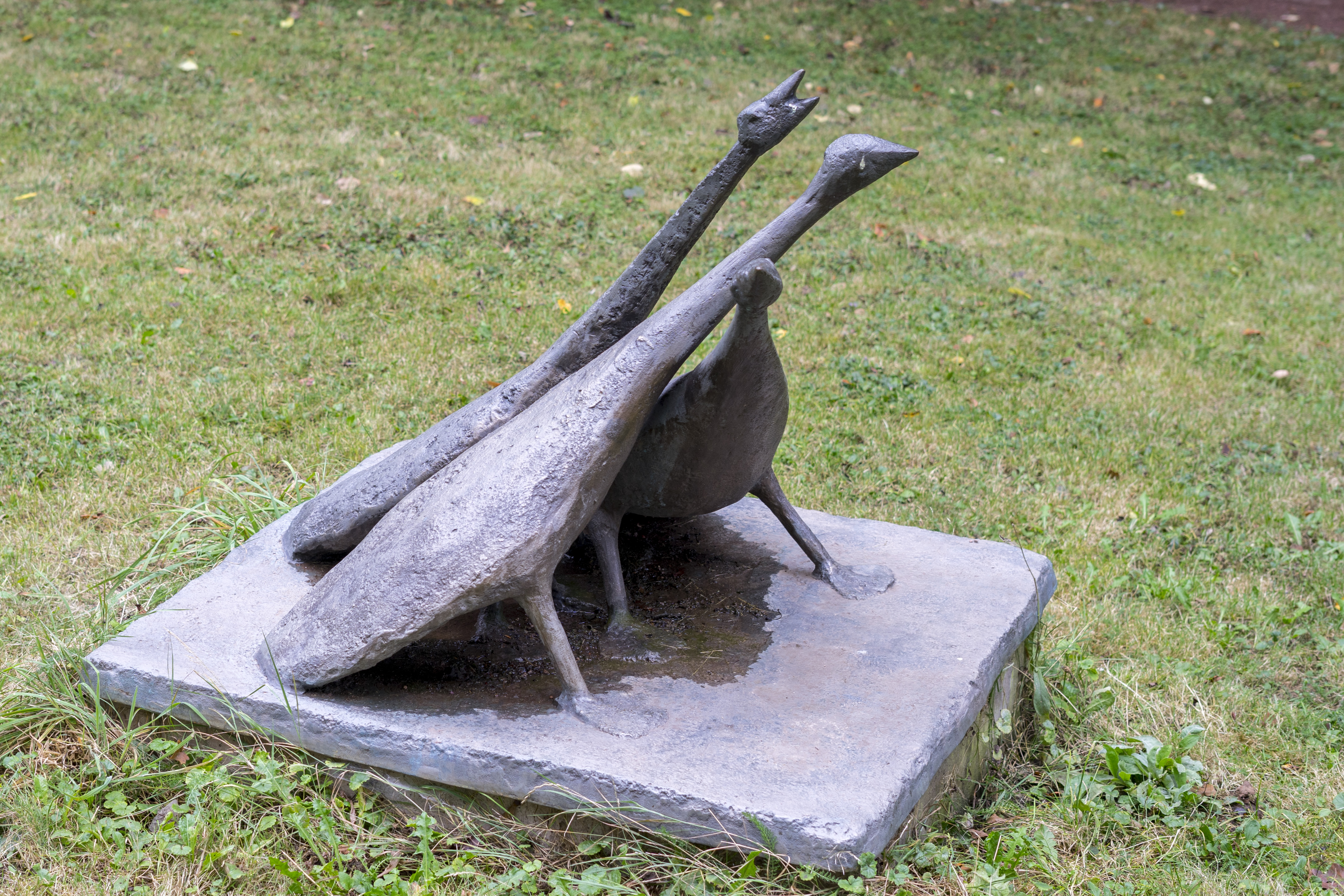
Drei Gänse im Park Rosenhöhe in Darmstadt

Gotthelf Schlotter (* 24. Dezember 1922 in Hildesheim; † 4. August 2007 in Darmstadt) war ein deutscher Bildhauer, der vor allem durch seine Tierbronzen Ansehen und Bekanntheit erwarb.

## Leben
Er war der Sohn des Holzbildhauers und Gewerbelehrers Heinrich Schlotter (1886–1964) und dessen Ehefrau Irene geb. Noack (1898–1987). Er war ein jüngerer Bruder des Malers Eberhard Schlotter.
Von 1938 bis 1941 machte Schlotter eine Lehre als Holzbildhauer bei seinem Vater und erhielt eine Ausbildung an der Kunstgewerbeschule in Hildesheim. Dann war er im Militärdienst und wurde im Zweiten Weltkrieg in Stalingrad schwer verwundet. Nach 1945 lebte er zunächst in Bargfeld in Niedersachsen und legte in Celle die Tischlergesellenprüfung ab, studierte dann aber an der Kunsthochschule in München bei Lothar Otto und Karl Knappe. Seit 1951 arbeitete er in Darmstadt. Im selben Jahr folgte auch sein Bruder Eberhard Schlotter nach Darmstadt.
1955 trat er in die Neue Darmstädter Sezession ein und war von 1967 bis 1970 ihr 1. Vorsitzender. Schlotter unternahm zahlreiche Reisen ins Ausland. 
Unter seinen auf viele Museen und öffentliche Standorte verteilten Bronzen dürfte die bekannteste der große „Vogelbrunnen“ vor dem Walsroder Vogelpark sein; auch die Plastik "Kranich mit dem Stein" für den „Kranichsteiner Literaturpreis“ stammt von ihm.
Gotthelf Schlotter starb im August 2007 im Alter von 84 Jahren nach einer kurzen schweren Erkrankung in seinem Haus in Darmstadt.

## Ehrungen
- 1955: ars viva[1]
- 1972: Johann-Heinrich-Merck-Ehrung der Stadt Darmstadt.